# Federação Internacional de Voleibol
Federação Internacional de Voleibol (FIVB) (francês: Fédération Internationale de Volleyball) é a instituição que coordena as atividades de voleibol em nível internacional cuja sede está localizada em Lausanne, Suíça.

## História
A FIVB foi fundada em Paris, França

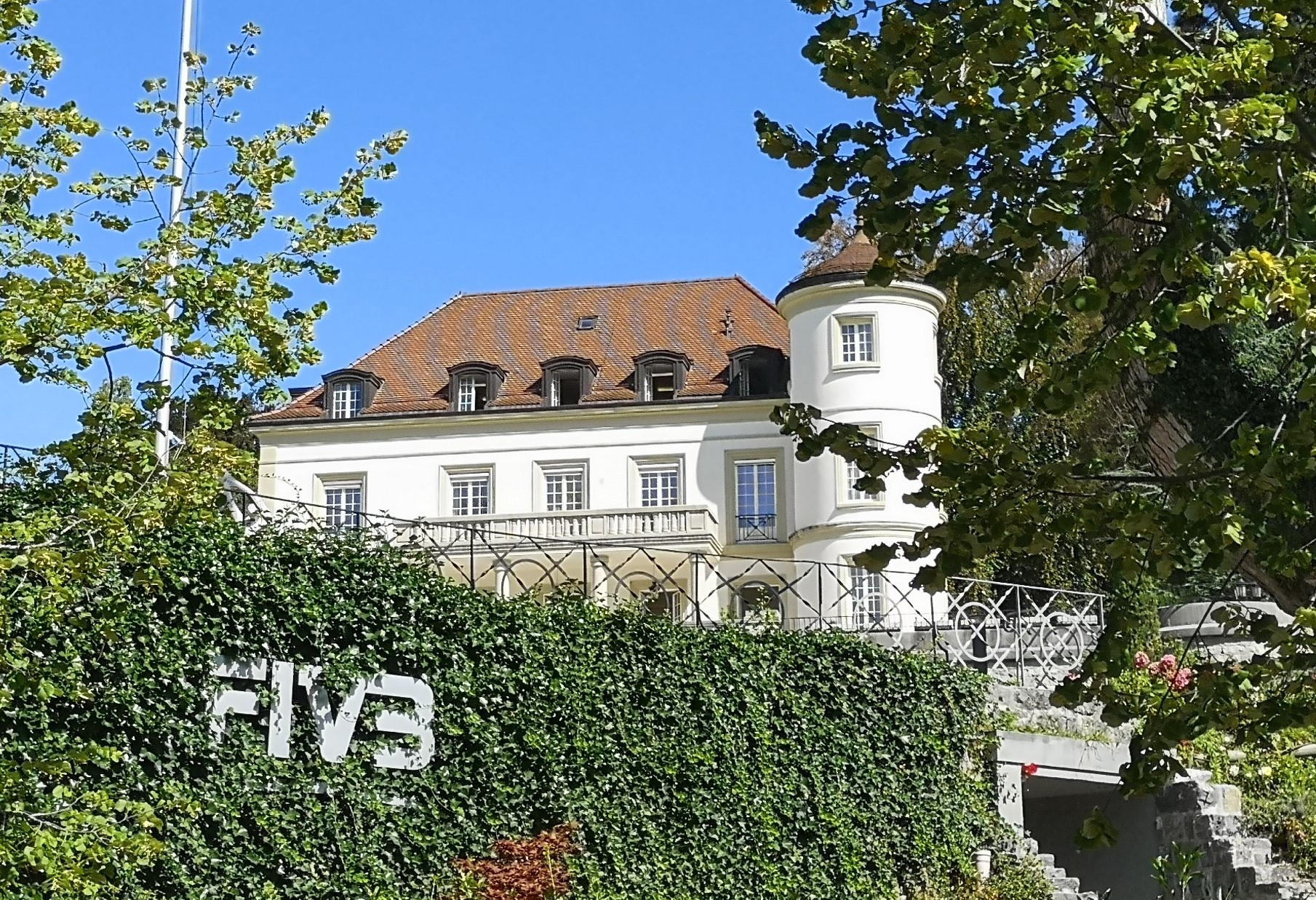
Sede da FIVB em Lausanne, na Suíça.

No final da década de 1940, algumas dentre as federações nacionais europeias começaram a colocar-se a questão sobre a possibilidade de criar um órgão internacional para coordenar o desenvolvimento do voleibol. Essas discussões iniciais levaram à instituição de um Congresso Constitutivo em 1947, onde estiveram presentes os representantes de 14 países: Bélgica, Brasil, Tchecoslováquia, Egito, França, Países Baixos, Hungria, Itália, Polônia, Portugal, Romênia, Uruguai, Estados Unidos e Iugoslávia, e no qual foi decidido entre 18 e 20 de abril a formação da entidade, cujo primeiro presidente foi o francês Paul Libaud.
Uma das principais metas estabelecidas no Congresso de 1947 foi atingida dois anos mais tarde, com a criação de um primeiro evento internacional de alto nível de voleibol, o Campeonato Mundial de Voleibol. A versão feminina do torneio foi introduzida em 1952.
Em 1964, o COI endossou o acréscimo do voleibol ao programa de esportes dos Jogos Olímpicos. Nesta época, o número de federações filiadas à FIVB já havia pulado para 89 e cinco anos mais tarde, foi introduzido um novo evento internacional, a Copa do Mundo, o qual se tornaria em 1991 torneio qualificatório para as Olimpíadas.
Após a aposentadoria de Paul Libaud e a eleição do mexicano Rubén Acosta Hernández para o cargo de presidente em 1984, a FIVB mudou sua sede de Paris, França para Lausanne, Suíça e intensificou significativamente sua política de promover o esporte voleibol ao redor do mundo. Diversas medidas foram tomadas neste sentido, como por exemplo: o estabelecimento de torneios internacionais anuais (para os homens, a Liga Mundial, em 1990, e para as mulheres, o Grand Prix, em 1993); a indicação do Voleibol de praia como esporte olímpico (1996); e uma série de mudanças nas regras do jogo com o objetivo de aumentar o interesse do público. Em 2020, a FIVB atinge o número de 222 federações filiadas.

## Atividades
A principal atividade da FIVB é o planejamento e a organização de eventos de voleibol, à vezes em parceria com outras instituições internacionais tais como o COI. Em linhas gerais, isto significa definir regras de qualificação e fórmulas de disputa para as competições, bem como detalhes mais específicos tais como restrições para convocação e substituição de jogadores, locais para as partidas e anfitriões para os torneios.
Entre outros, a FIVB organiza os seguintes eventos internacionais:
| Voleibol indoor - Torneio Olímpico - Campeonato Mundial - Copa do Mundo - Liga das Nações - Copa dos Campeões - Campeonato Mundial de Clubes - Campeonato Mundial Masculino Sub-23 - Campeonato Mundial Feminino Sub-23 - Campeonato Mundial Masculino Sub-21 - Campeonato Mundial Feminino Sub-20 - Campeonato Mundial Masculino Sub-19 - Campeonato Mundial Feminino Sub-18 | Voleibol de praia - Torneio Olímpico - Campeonato Mundial - Circuito Mundial - World Tour Finals - Copa do Mundo - Campeonato Mundial Sub-23 - Campeonato Mundial Sub-21 - Campeonato Mundial Sub-19 - Campeonato Mundial Sub-17 |

A FIVB também participa da organização de eventos continentais que têm um significado internacional, como por exemplo os torneios qualificatórios para os Jogos Olímpicos e para o Campeonato Mundial.
Outra área de interesse da FIVB é a promoção do voleibol ao redor do mundo. Parte de suas atividades consiste em atrair patrocinadores e parceiros comerciais através da negociação dos direitos de transmissão e cobertura para eventos de voleibol de alto nível.
A FIVB também mantém uma linha especial de programas dedicados à profissionalização do voleibol mundial. As principais atividades envolvidas consistem no estabelecimento de centros de desenvolvimento em áreas onde o esporte ainda não é popular e o fornecimento de auxílio (em material e treinamento) para organizações que estão abaixo dos padrões exigidos em nível internacional.
A FIVB é responsável pela padronização das regras do voleibol. Recentemente, muitas alterações foram introduzidas em sintonia com os objetivos promocionais da entidade, na tentativa de aumentar o interesse do público e satisfazer às exigências de patrocinadores e veículos de comunicação. Estas medidas vão de restrições simples, quase mundanas, como por exemplo a exigência de uniformes "estilizados" - significando roupas justas, que supostamente agradam mais aos espectadores porque salientam o corpo dos atletas - até mudanças bastante drásticas na forma de jogo (e.g., o sistema de pontos corridos).
A FIVB é a mais alta autoridade internacional no que diz respeito ao voleibol, e julga (ou, pelo menos, é envolvida no julgamento) sobre casos de doping, transferência de jogadores, mudanças de nacionalidade e determinação de gênero. A entidade também publica o Ranking Mundial da FIVB, que é utilizado como base para a definição dos cabeças-de-chave em competições internacionais.

## Organização
A FIVB tem uma ampla e extensa estrutura administrativa, que inclui um Conselho Administrativo, um Comitê Executivo e diversas comissões que tratam de assuntos específicos do voleibol, tais como medicina, arbitragem e torneios.
A FIVB também exerce autoridade sobre 5 Confederações Continentais:
- Confederação Africana de Voleibol (CAVB)
- Confederação Asiática de Voleibol (AVC)
- Confederação da América do Norte, Central e Caribe de Voleibol (NORCECA)
- Confederação Europeia de Voleibol (CEV)
- Confederação Sul-Americana de Voleibol  (CSV)

Cada confederação continental, por sua vez, exerce autoridade sobre as federações nacionais que se localizam em sua área de atuação.